# Nydia Mata
Nydia Liberty Mata is een Cubaanse percussioniste die in de Verenigde Staten woont en werkt. 

## Biografie
Mata is opgevoed door adoptieouders; haar biologische moeder is ook percussioniste. Ze leerde zichzelf op jonge leeftijd conga's spelen en haar carrière begon eind jaren 60. Mata trad in 1971 in dienst van singer-songwriter Laura Nyro (1947-1997) met wie ze ruim twintig jaar zou samenwerkten; daarnaast speelde ze ook bij andere artiesten. 
In 1972 sloot Mata zich aan bij de vrouwelijke jazzrockformatie Isis; ze speelde mee op de eerste twee albums uit 1974 en 1975. Ondanks positieve reacties van pers en concertgangers brak Isis niet door bij het grote publiek, en door gebrek aan succes werd het moeilijk om de min of meer oorspronkelijke bezetting bij elkaar te houden. 
Mata bleef samenwerken met saxofoniste Jean Fineberg en trompettiste Ellen Seeling (en drumster Ginger Bianco); op het eerste live-album van Laura Nyro, als gastmuzikantes op laatste Isis-album Breaking Through en in de vrouwelijke salsaformatie Latin Fever.                    
Ondanks een nr. 1-hit in de latin charts ging Latin Fever aan dezelfde problemen als Isis ten onder.                                                     
Speciaal voor Internationale Vrouwendag richtte Mata in 1981 Retumba op; in tegenstelling tot Isis en Latin Fever was deze band wel een lang leven beschoren, zij het dat Mata tussentijds was opgestapt om zich op andere projecten te richten.